# Twthill (Rhuddlan)
Twthill (walisisk: Twtil) er et voldsted fra en tidligere normannisk borg, der ligger tæt på byen Rhuddlan, Denbighshire i Wales. Den historiske navn inkluerer Toothill og Tot Hill, og den kendesogså navnet Old Rhuddlan Castle. Det var en motte-and-bailey-fæstning, opført i 1073 af Robert af Rhuddlan, og den blev senere erstattet af den meget større borg Rhuddlan Castle i sten. De eneste tilbageværende rester er den store motte, og mindre rester af murværk på baileyen.
Den varetages af Cadw.